# Abdij van Nogent-sous-Coucy
De abdij van Nogent-sous-Coucy is een voormalige benedictijner abdij in de buurt van het kasteel van Coucy, in het Franse departement Aisne op de rechteroever van de rivier de Ailette. Ze behoorde tot het bisdom van Laon.

## Geschiedenis
Volgens archiefdocumenten vormden drie opeenvolgende kerken de abdijkerk van Nogent-sous-Coucy: de eerste werd gebouwd in de 11e eeuw, de tweede in het begin van de 12e eeuw, de derde vanaf 1673. Vóór de instelling van de kloosterorde op deze plaats, stond er een plattelandskerk bij een begraafplaats uit de vroege middeleeuwen. De verslagen van Dom Cotron vermeldt grafstenen van Keltische oorsprong, maar dat is niet bewezen.

### 11e eeuw
In 1059 wilden Alberik van Coucy, zijn echtgenote Adèle de Marle, en zijn schoonmoeder Mathilde aan de voet van de rots waar hun kasteel van Coucy op gebouwd was, een abdij stichten onder begeleiding van Hélinand (of Elinand), bisschop  van Laon. Bovendien werd de goedkeuring gevraagd aan koning Hendrik I van Frankrijk. Dit werd toegestaan. In 1060 bevestigde zijn opvolger Filips I van Frankrijk deze goedkeuring, en worden de opbrengst van de kerk van Landricourt geschonken aan de abdij. In de oorkonde staat tevens dat het een 'vrije kerk' betrof: Alberik of zijn nageslacht kon geen aanspraak maken op enige terugvordering. De stichting van de abdij toonde de stijgende macht en invloed van de graven van Roucy, die tevens graven van Reims waren; Coucy was hun belangrijkste kasselrij. 
De afwerking van de bouwwerken  vond niet eerder plaats dan rond 1076. 
Bij aanvang bekleedde Henri de functie van abt van Nogent, naast die van Saint-Remi in Reims en Homblières.
In 1086 installeert abt Henri zich met 6 monniken uit het klooster van Saint-Remi van Reims,  in de abdij van Nogent.
In 1087 laat een van de eerste abten een hospitaal bouwen in de buurt van het klooster, waar armen en zieken werden verzorgd.
In 1088 schenkt de bisschop van Laon de kerken van Pierremande, Bichancourt, Chaon en Folembray aan de abdij, en doet daardoor de inkomsten fors stijgen.
Toen rond 1090 werd de nieuwe stichting losgemaakt van de abdij van Reims en werd de abdij opnieuw ingericht met slaapzalen en graanschuren.
Vermoedelijk heeft Alberiks zoon, Alberik junior, een conflict gehad met de religieuzen, om de bepaalde tienden te laten overgaan naar de seculiere maatschappij. Dit ging zo ver dat Hélinand Alberik jr. moest excommuniceren in 1122 om het geschil in het voordeel van de religieuzen te beslechten.

### 12e eeuw
In de eerste helft van de 12e eeuw ontving de abdij schenkingen van de kerkgemeenschappen van Pont-Saint-Mard, Juvigny en Vauxaillon, Crécy, Bagneux, Verneuil. Bovendien waren er ook nog seculiere schenkingen van gronden (wat niet ongewoon was voor die periode). Deze schenkingen bestonden uit tienden, offerandes van de parochiekerken en stoolrechten.
In 1121 waren er 11 monniken. Er was concurrentie van de nabijgelegen Norbertijnerabdij van Prémontré, die een jaar eerder gesticht werd.
In deze periode werden drie priorijen gesticht: Plainchâtel (1107), Coucy-le-Chateau (1138) en Quesmy (1182).

### 13e eeuw
Abt Robert II, die van het klooster van Saint-Remi kwam, zou het koor, het schip en de twee zijbeuken van een nieuwe kerk gebouwd hebben (enkel volgens Dom Cotron). 
In 1218 laat Engelram III van Coucy het lichaam van zijn voorvader Thomas I van Coucy overbrengen van een kapel die moest worden verplaatst "toen de kerk van Nogent van de grond af aan werd herbouwd" tot "het midden van het koor van de nieuwe kerk". Dezelfde steen uit Soissons werd gebruikt voor de kerk van Nogent en het kasteel van Coucy.
Engelram III van Coucy was een gulle schenker voor de abdij (in tegenstelling tot zijn voorgangers). 
Engelram IV van Coucy had enkele conflicten met de abdij (om zijn rechten te laten gelden) die beschreven werden door Dom Cotron; één ervan handelt over een conflict over het feit dat de monniken stenen namen van eigendommen van Engelram IV; dit wijst er op dat er nog een bouwfase was rond 1263-1264. 

### 14e eeuw
Deze periode  is ondervertegenwoordigd in de beschikbare geschreven bronnen; Het losbarsten van de Honderdjarige Oorlog was daar niet vreemd aan. De eerste ontmoeting tussen de jonge Engelram VII van Coucy en abt Jean d'Espagny vond plaats in 1357 en werd als volgt opgetekend:
"Wij, Enguerrand, Sire van Coucy, Oisy en Montmirail. Aan allen die deze brieven zullen zien en zal de groeten doen. Als religieuze personen en eerlijke abt en klooster van de kerk van Notre Dame de Nogent-sous-Coucy had ons gevraagd te doen voor de oorzaak van de bewaring van hun genoemde kerk van hen en hun goederen, als meer volledig is vervat in de brief van bewaring te worden gemaakt en de eed af te leggen werden wij op de dag van de datum van deze brieven vervoerd in de genoemde kerk op het gebed van de genoemde religieuze. Dat weten we allemaal, Enguerrand, Sire van Coucy voornoemd, bekennen dat wij op het gebed van voornoemde religieus in voornoemde kerk zijn blijven eten ..."— Arch. dép. Aisne, H 325, f“ 265
Als Engelram VII van Coucy tussen 1358 en 1364 in Engeland verblijft (als losgeld voor Jan II van Frankrijk), maken de monniken hiervan 'gebruik' om uit het bos van Coulommiers (eigendom van de baronnie van Coucy) een overmatige hoeveelheid hout te nemen. Bij zijn terugkomst stelt hij orde op zaken: de monniken mogen pas hout nemen nadat de Sire van Coucy klaar is met houtvesten; op die manier kon de Sire van Coucy controle uitoefenen hoeveel hout de monniken zich toe-eigenen.
In 1365 roepen de monniken van Nogent Engelram VII van Coucy te hulp omdat de Grandes Compagnies de regio aldaar plunderen. Even later verdwijnt het geslacht Coucy en zet de neergang van de abdij zich in.

### 16e eeuw
In 1565 stort het koorgedeelte van de kerk in, waardoor het altaar verplaatst werd naar het schip.

### 17e eeuw
Tijdens La Fronde plunderden soldaten het klooster en vervolgens liet de abt zelf, Jean de Grasse-Cabris, de voorgevel van de kerk verwoesten om de stenen opnieuw te kunnen gebruiken.

In 1646 wordt de abdij overgedragen aan de congregatie van Saint-Maur. Ze wensen de schade aan de abdij te herstellen, die toegebracht werd in 1650, tijdens de Spaanse aanvallen in de Dertigjarige Oorlog. 

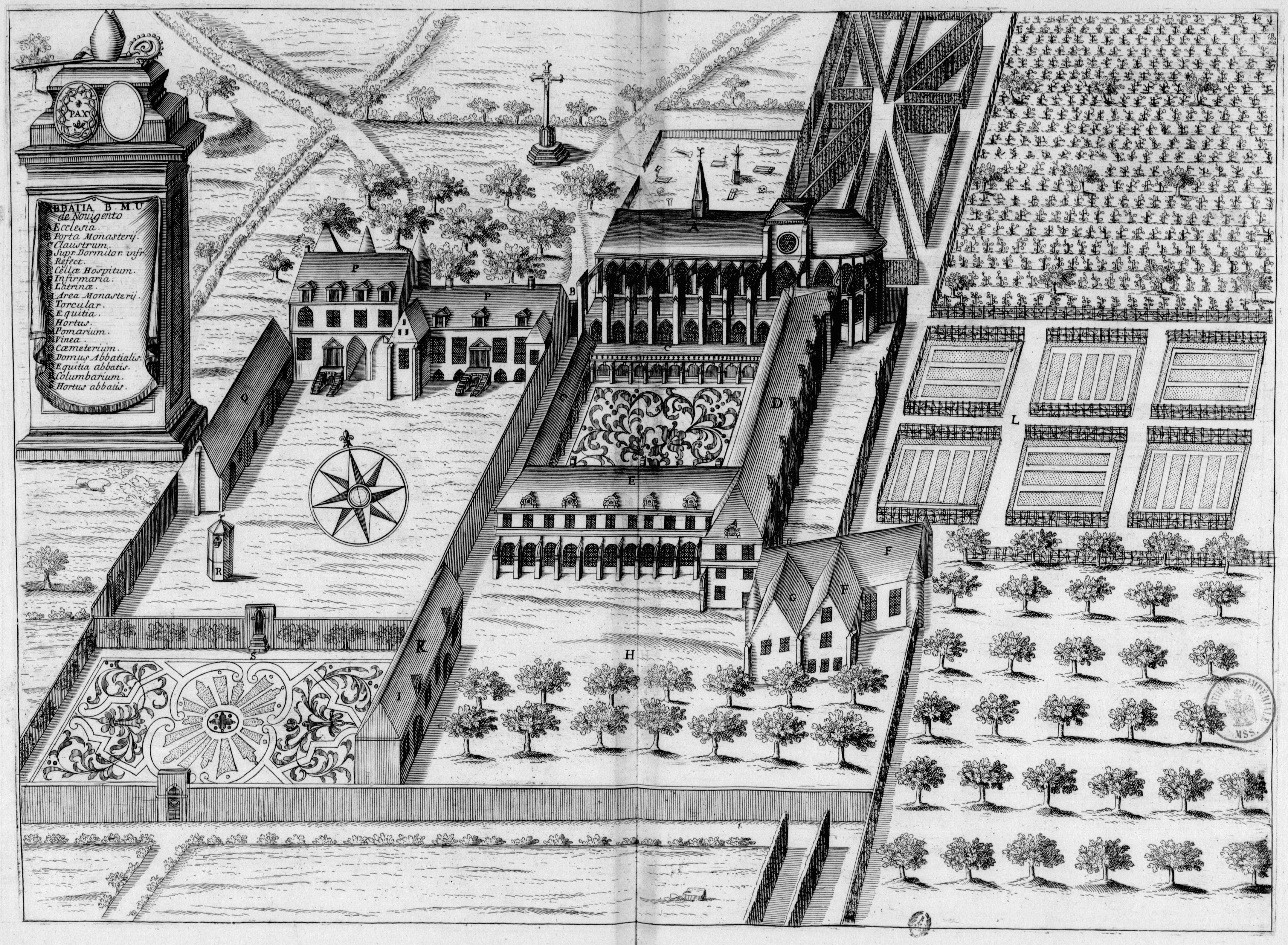
De abdij in de 17e eeuw (Monasticon Gallicanum)

In 1657  maken de mauristen een grondplan van de abdij, wat een inventaris lijkt te zijn: het plan is getekend met zwarte inkt. Bepaalde delen, die betreffende de abdijwoning, zijn echter in het rood getekend, terwijl andere, die betreffende de kerk, met een stippellijn zijn getekend. Zo kunnen we twee centrale binnenplaatsen onderscheiden waaromheen de gebouwen zijn gegroepeerd. Een van deze twee binnenplaatsen, de meest oostelijke, is de binnenplaats die door het klooster wordt begrensd. De noordelijke vleugel van het klooster wordt ondersteund door het schip van de kerk. De tweede binnenplaats is die van de residentie van de abt. Het verblijf van de abt bevindt zich ten noorden van deze tweede binnenplaats, die aan de oostkant wordt afgesloten door de kloostergang en aan de westkant door twee kleine gebouwen, een stal en een schuur.
In 1660 kreeg hun monnik Dom Victor Cotron de opdracht om meer gedetailleerde plannen van de abdij te maken; het betreft drie plannen in perspectief, die ons een beter idee geven van de abdij, zoals ze er toen uitzag:
- Zo bestaat bv. het abdijhuis (domus abbatialis) uit twee rechthoekige gebouwen, geflankeerd door torens op hun noordelijke gevel. Elk van deze twee gebouwen heeft talrijke ramen; hun twee toegangsdeuren komen elk uit op een hoefijzervormige trap.
- Aan het einde van het meest zuidelijke gebouw voegde Cotron een duiventil toe, die ook te zien is op de gravure in het Monasticon Gallicanum (c. 1675-1680).
- Het gebouw dat het klooster aan de oostzijde afsluit, draagt de vermelding Dormitorium novitiorum (de slaapzaal van de novicen volgens het idee van Dom Cotron, die ons niet vertelt op welke bronnen hij zich baseert om de verschillende functies van de gebouwen te definiëren).
- Het gebouw ertegenover, dat het klooster aan de westkant afsluit en scheidt van de binnenplaats van de abt, bestond uit de slaapzaal van de monniken (Dormitorium sacerdotum) en daaronder, de refter (et sub ille refectorium).
- Dom Cotron stelt een elegante kerk voor, met een schip van negen traveeën en een slanke klokkentoren; hij tekende een nauwkeurig plan met de plaats van het altaar en de verschillende kapellen. Hij voegde aan dit plan een tekening toe van de binnenkant van het schip.

In 1665 schreef hij hierover een latijns manuscript Chronicon ecclesiæ ac monasterii beatæ Mariæ de Nogento Subtùs Cociacum.
Toen in 1663 de wederopbouwcampagne van de abdijkerk van het klooster bleven alleen het schip en het noordertransept over. De eerstesteenlegging van de nieuwe kerk vond plaats op 19 augustus 1673.

### 18e eeuw
De abdij brandde volledig af in de nacht van 9 op 10 mei 1771.
In 1798 werd de abdij ontmanteld in de nasleep van de Franse Revolutie. Op dat ogenblik waren de inkomsten van de abdij gedaald tot 20 000 livres.
Op de plaats van de abdij werd in het begin van de 19e eeuw een kasteel gebouwd, dat afbrandde in 1917, en in 1918 volledig werd verwijderd.

## Lijst van abten
- 1076-1086: Henri, abt van Homblières rond 1059 en van de abdij Saint-Remi van Reims rond 1074.
- 1090-1104: Godefroy  (nadien abt in klooster van Saint-Remi van Reims)
- 1105-1124: Guibert van Nogent, de kroniekschrijver (nadien bisschop in Reims)
- 1190-1213: Robert II
- 1347-1415: Jean d'Espagny
- 2° helft 16e eeuw : abt Karel van Longueval veroorzaakt een schandaal door zich te bekeren tot het Calvinisme, te trouwen in 1565,en heel wat waardevolle objecten ontvreemd uit het klooster.[3]
- 17e eeuw: Antoine de Longueval /Jean de Grasse-Cabris
- 1703-1781: Nicolas-Louis Poulle, abt in commendam.